# 褐小灰蝶
褐小灰蝶（英語：Western pygmy blue，學名：Brephidium exilis或Brephidium exile）是世界上最小的一種蝴蝶之一。主要生活在美國。

## 亞種
- Brephidium exilis exilis（德克薩斯、新墨西哥、亞利桑那、內華達州、加利福尼亞、墨西哥州）
- Brephidium exilis isophthalma （Herrich-Schäffer, 1862）（新奧爾良、佛羅里達、喬治亞州、古巴、巴哈馬和大開曼）

## 外部連結
- Butterflies and Moths Profile
- Photo Gallery